# Только ты и я (фильм, 2000)
«Только ты и я» (англ. Down to you) — романтическая комедия о том, как молодые люди теряют свою первую любовь. Главных героев играют молодые популярные актёры Джулия Стайлз, Фредди Принц-младший, Эштон Кутчер и другие.

## Сюжет
Четверокурсник Ал Конелли встречает девушку его мечты Имоджен. Они оба влюбляются друг в друга, но чем дальше заходят их отношения, тем тяжелее.

## В ролях
- Фредди Принц-младший — Ал Конелли
- Джулия Стайлз — Имоджен
- Сельма Блэр — Кира
- Шон Хэтоси — Эдди Хикс
- Эштон Кутчер — Джим Моррисон
- Люси Арназ — Джуди Коннелли

## Номинации и награды
2000 — Выбор подростков:
- Лучший актёр — Фредди Принц-младший
- Лучшая актриса — Джулия Стайлз — номинация
- Лучший кинодуэт — Фредди Принц-младший и Джулия Стайлз — номинация
- Лучшая комедия — номинация